# 解放南路街道
解放南路街道，是中国新疆维吾尔自治区乌鲁木齐市天山区下辖的一个乡镇级行政单位。

## 行政区划
解放南路街道共辖以下地区：
二道桥社区、建中路社区、永和巷社区、福寿巷社区、双庆巷社区、山西巷社区、新市路社区、育才巷社区、天池路社区、龙泉社区、马市小区社区。